# 藤田村 (埼玉県)
藤田村（ふじたむら）は埼玉県の北部、児玉郡に属していた村。

## 地理
- 河川：利根川、小山川

## 歴史
- 1889年（明治22年）4月1日 - 町村制施行に伴い、児玉郡鵜森村・傍示堂村、榛沢郡牧西村・小和瀬村・滝瀬村・宮戸村が合併し、児玉郡藤田村が成立する。
- 1954年（昭和29年）7月1日 - 本庄町・仁手村・旭村・北泉村と合併、同時に市制を施行し本庄市が発足。同日藤田村廃止。